# Zonnestraal (film)
Zonnestraal is een Nederlandse stomme film uit 1919 van Theo Frenkel. De film is gebaseerd op een scenario van hemzelf. De film werd ook in Groot-Brittannië uitgebracht onder de naam Ray of Sunshine.

## Cast
| Acteur                | Personage               |
| --------------------- | ----------------------- |
| Kees Lageman          | Jan van Zutphen         |
| Frits Bouwmeester jr. | Maurits Groen           |
| Annie Wesling         | Vrouw van Maurits Groen |